# Mahayag
Mahayag é um município de  terceira classe de renda municipal (d) na província Zamboanga do Sul, nas Filipinas. De acordo com o censo de 1 de maio  de  2020 possui uma população de 48 258 pessoas e 11 185 domicílios.